# Mustapha El Biyaz
Mustapha El Biyaz (Taza, Marruecos, 12 de febrero de 1960) es un exfutbolista de Marruecos que jugaba en la posición de defensa.

## Carrera

### Club
| Periodo   | Club             |
| --------- | ---------------- |
| 1980-1983 | KAC Marrakech    |
| 1983-1985 | Wydad Casablanca |
| 1985-1987 | KAC Marrakech    |
| 1987-1988 | FC Penafiel      |

### Selección nacional
Jugó para Marruecos en 46 ocasiones de 1983 a 1988 y anotó tres goles; participó en los Juegos Olímpicos de Los Ángeles 1984, la Copa Mundial de Fútbol de 1986 y dos ediciones de la Copa Africana de Naciones.

## Logros

### Club
- Copa del Trono (1): 1987

### Individual
- Lista de los 200 mejores futbolistas africanos de la historia en 2006.[4]